# Hagu (Matangkuli)
Hagu is een bestuurslaag in het regentschap Aceh Utara van de provincie Atjeh, Indonesië. Hagu telt 339 inwoners (volkstelling 2010).